# Franzsee
Der Franzsee ist ein aufgestauter See südlich von Amedorf, einem Ortsteil von Neustadt am Rübenberge in der Region Hannover. Der Franzsee, der im Landschaftsschutzgebiet „Untere Leine“ liegt, wird vom Seegraben durchflossen, der bei Mandelsloh in die Leine mündet. Der See hat einen moorigen Charakter mit Schilfbestand und Seerosenflächen. Er wird von landwirtschaftlichen Nutzflächen umgeben.
Der See entstand durch Tonabbau zur Ziegelherstellung. Hier wurde auch Raseneisenstein gewonnen, aus dem Ende des 15. Jahrhunderts der Turm der St.-Osdag-Kirche in Mandelsloh gebaut wurde.
Seit 1934 wird der See als Badesee genutzt. Später entstand am Südufer des Sees ein Naturfreibad mit Liegewiese und einer rund 30 Meter langen, befestigten Badestelle mit Einstiegsleiter und Rutsche. Nach der Schließung des städtischen Bades aus Kostengründen im Jahr 1996 nahm das Freibad durch einen eigens gegründeten Verein, die Franzsee Initiative e.V., 1997 den Betrieb wieder auf. Heute zählt die Franzsee-Initiative rund 500 Mitglieder.